# Mattathias

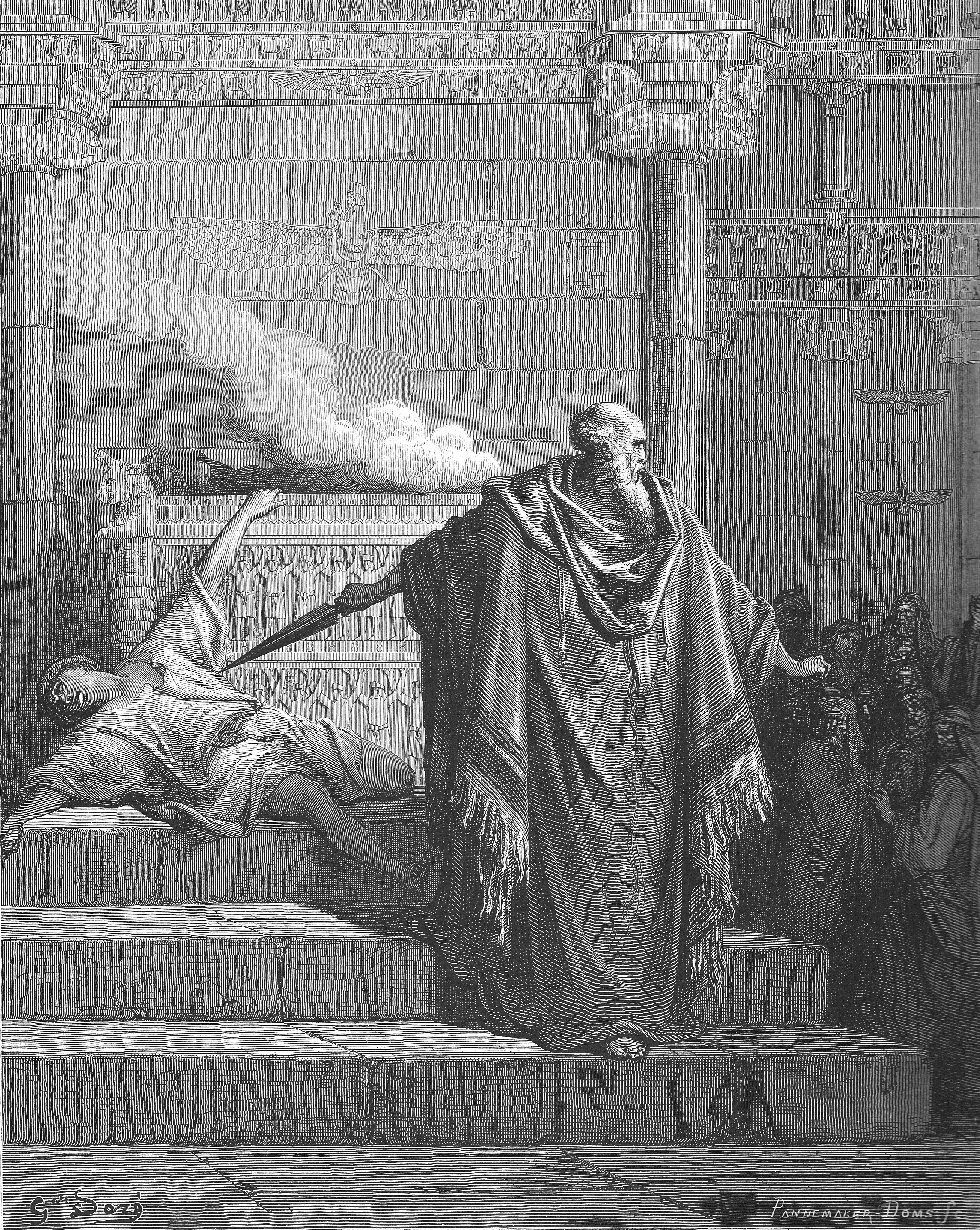
Mattathias et l'Apostat par Gustave Doré, d'après I.Macc. 2, 1-25.

Mattathias (hébreu : מתתיהו בן יוחנן הכהן Matityahou ben Yohanan HaCohen) est un dirigeant politico-religieux juif du IIe siècle av. J.-C., et le fondateur de la dynastie des Hasmonéens.

## Éléments biographiques
La plupart des informations que l'on possède sur Mattathias sont tirées du premier livre des Maccabées (il n'est pas mentionné dans le second), ainsi que des Antiquités juives de Flavius Josèphe. 

### L'ascendance de Mattathias l'hasmonéen
Selon I Macc., Mattathias est le fils de Yohanan ben Shimon, prêtre de la lignée de Yehoyariv, fondateur de la première des vingt-quatre divisions sacerdotales qui officient dans le Temple de Jérusalem, descendant lui-même de Phinées, troisième grand prêtre d'Israël. 

Josèphe ajoute à cette généalogie que Shimon serait le fils de Hasmonaï. Des traditions rabbiniques font de Mattathias le fils de Hasmonaï ; selon d'autres encore, ils seraient deux personnages apparentés et contemporains mais indépendants, et les Maccabées seraient les fils de Hasmonaï et non de Mattathias. 

Il semble plus vraisemblable de considérer Hasmonaï comme un ascendant lointain de Mattathias, ce qui expliquerait pourquoi tant les chroniqueurs grecs que les sources rabbiniques font référence à cette famille sous le nom de Hasmonéens ; de plus, les noms de Yohanan et Shimon apparaissent dans la descendance directe de Mattathias, alors que ce n'est pas le cas de Hasmonaï. 
Une conception erronée, consignée dans la Meguilat Antiochos et le traité Soferim, et reprise dans la liturgie de Hanoucca, fait du père de Mattathias (ou, peut-être, de lui-même), un grand prêtre. Cependant, et bien qu'il ait pu officier à Jérusalem, Mattathias est avant tout un prêtre local, responsable du culte dans un petit village de Judée, appelée Modiin.

### Le chef de la révolte
Mattathias est déjà vieux lorsque les premières mesures anti-juives d'Antiochos IV sont mises en application. En -167, un émissaire du roi séleucide, appelé Apelles selon Flavius Josèphe, construit un autel à Modiin pour un dieu et ordonne à Mattathias, citoyen le plus important et spirituellement influent du village, de sacrifier à son idole, selon les directives du roi. Mattathias refuse de plier face aux pressions du régent et exhorte au contraire les Juifs à ne pas abandonner leurs croyances et pratiques ancestrales. Lorsqu'un Juif hellénisé se déclare prêt à collaborer, Mattathias le tue et détruit l'estrade, tandis que ses fils mettent l'émissaire séleucide à mort. Il harangue alors la foule, enjoignant aux Juifs demeurés fidèles à la Loi de la rejoindre dans son insurrection.
À l'annonce du décret de son arrestation, il se réfugie dans les montagnes de Judée. Nombreux sont, selon le Livre des Maccabées, ceux de ses concitoyens qui abandonnent leurs avoirs pour le rejoindre, ainsi que d'autres rebelles, parmi lesquels les Hassidéens.

### Le vieux chef de guerre
Menant des opérations de guérilla depuis sa retraites, Mattathias parvient à défaire les troupes séleucides lorsqu'elles sont en faible effectif, à punir les Juifs considérés comme renégats, à détruire les temples païens, et à faire circoncire les enfants qui ne l'avaient pas été par crainte des décrets royaux. Il mène aussi une campagne pour le maintien des autres rites prohibés par Antiochos. 
Selon Josèphe, Mattathias tombe malade un an plus tard. Il meurt en 146 de l'ère séleucide (-166), et est inhumé à Modiin, « parmi les lamentations de tout Israël ». Son caveau se trouverait non loin de ceux de ses fils.

## Œuvre
Mattathias n'a laissé aucune œuvre écrite. Il serait cependant, ainsi que le souligne Flavius Josèphe, à l'origine de la mesure permettant d'enfreindre le sabbat pour se défendre, en cas de menace vitale.

## Postérité

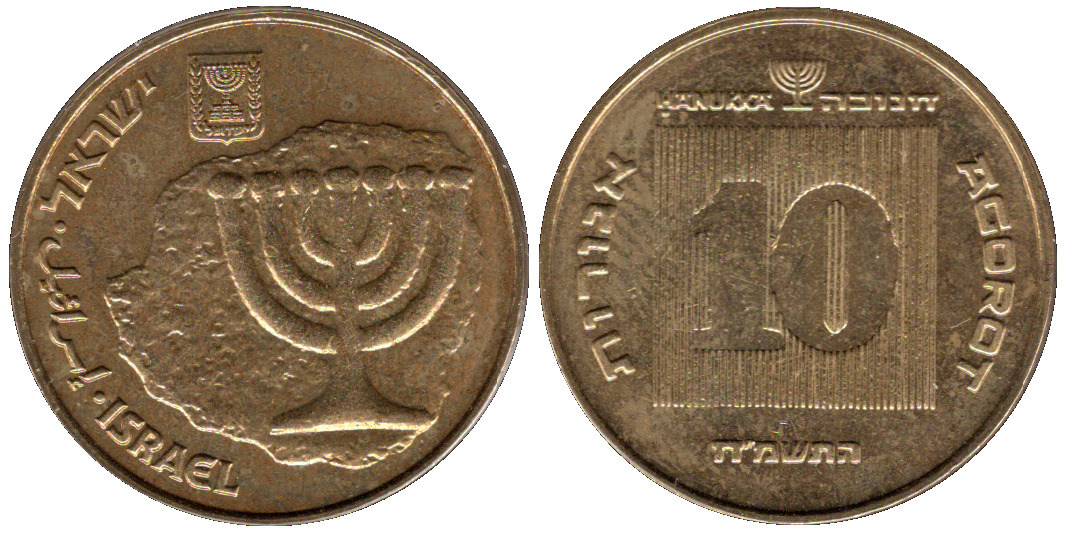
Pièce israélienne de 10 agourot frappée d'une hanoukkya et d'une ménorah, reproduisant l'image d'une pièce émise par Mattathias Antigonus.

Après avoir enjoint à ses fils de respecter scrupuleusement les prescriptions de la Torah, il désigne son aîné, Juda, dit « le Marteau » (HaMakkabi) comme son successeur dans la lutte, et le frère de celui-ci, Simon, comme conseiller. Ils tombent au combat, ainsi qu'Yohanan, Eléazar, et Jonathan. Cependant, Simon et ses fils forment une dynastie qui règne sur la terre d'Israël jusqu'à l'avènement de Hérode.
Malgré les dérives de la dynastie hasmonéenne et ses persécutions envers les Pharisiens, Mattathias demeure une figure héroïque dans la tradition rabbinique, et le seul Hasmonéen nommément mentionné dans la liturgie de Hanoucca.